# Mamadou Tall
Mamadou Tall   (Attecoubé, 4 de desembre de 1982) és un exfutbolista de Burkina Faso de la dècada de 2000.
Fou internacional amb la selecció de futbol de Burkina Faso.
Pel que fa a clubs, destacà a Persepolis i União Leiria.